# Chwałynsk
Chwałynsk – miasto w Rosji w obwodzie saratowskim; stolica rejonu chwałynskiego.
Położone na prawym brzegu Wołgi, 232 km na północny wschód od Saratowa i 25 km na południowy wschód od stacji kolejowej Kułatka Kolei Nadwołżańskiej na linii Sennaja - Syzrań.
W mieście znajduje się zarząd Parku Narodowego „Chwałynskij”.

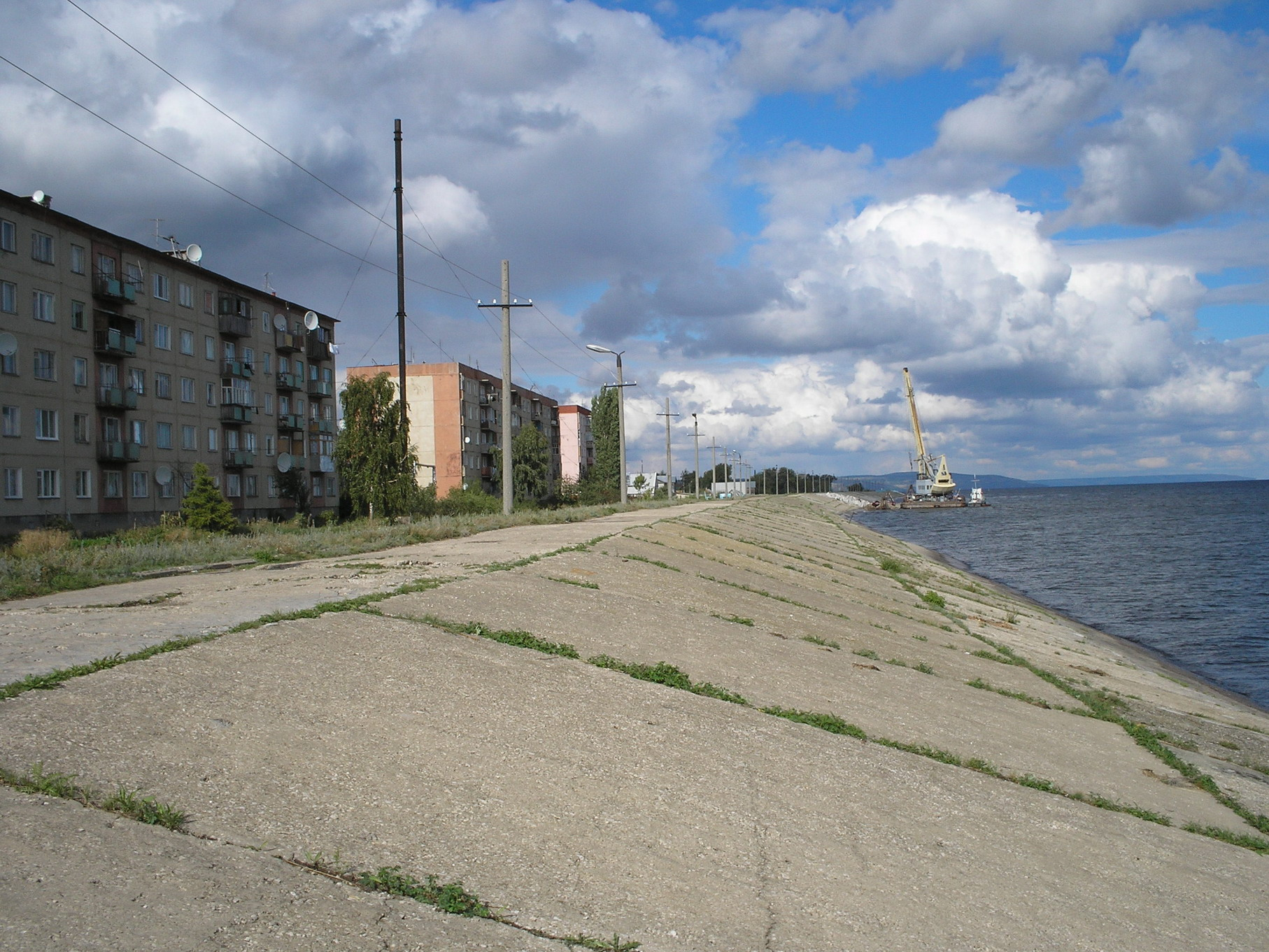
Nabrzeże Wołgi w Chwałynsku

## Dane ogólne
- Powierzchnia: km²
- Liczba ludności: 13 199 (2010)
- Gęstość zaludnienia: /km²
- Położenie geograficzne: 52°29' N 48°06' E